# Pedagogisk forskning i Sverige
Pedagogisk forskning i Sverige (PfS), är en svensk tidskrift som ges ut av Swedish Educational Research Association (SWERA), en organisationen för forskare inom det pedagogiska kunskapsområdet i Sverige. Tidskriften vänder sig både till fackfolk men även till en läsekrets utanför fackkretsarna.
Tidskriften startade 1996 med sitt nuvarande namn, men historiken går tillbaka till den förste professorn i Sverige i pedagogik, Bertil Hammer, som var ansvarig utgivare för Svenskt Arkiv för Pedagogik under perioden 1912-1929.